# 1996 w grach komputerowych
| Skróty platform | Skróty platform                                  |
| --------------- | ------------------------------------------------ |
| DC              | Dreamcast                                        |
| Droid           | Android                                          |
| DS              | Nintendo DS                                      |
| GB              | Game Boy                                         |
| GBA             | Game Boy Advance                                 |
| GBC             | Game Boy Color                                   |
| GCN             | GameCube                                         |
| iOS             | iOS                                              |
| Lin             | komputer osobisty z systemem operacyjnym Linux   |
| Mac             | komputer osobisty Mac                            |
| N64             | Nintendo 64                                      |
| NS              | Nintendo Switch                                  |
| PC              | komputer osobisty                                |
| PS1             | PlayStation                                      |
| PS2             | PlayStation 2                                    |
| PS3             | PlayStation 3                                    |
| PS4             | PlayStation 4                                    |
| PS5             | PlayStation 5                                    |
| PSP             | PlayStation Portable                             |
| PSVita          | PlayStation Vita                                 |
| Wii             | Wii                                              |
| WiiU            | Wii U                                            |
| Win             | komputer osobisty z systemem operacyjnym Windows |
| X360            | Xbox 360                                         |
| XONE            | Xbox One                                         |
| Xbox            | Xbox                                             |
| XSX             | Xbox Series                                      |

Artykuł opisuje ważne wydarzenia w 1996 roku w branży gier komputerowych. Zobacz też: historia gier komputerowych.

## Wydane gry
- 15 stycznia – Fight for Life

- 29 stycznia – Duke Nukem 3D (DOS)
- 27 lutego – Pokemon! Red and Green (GB)
- 4 marca – Resident Evil (PS)
- 9 marca – Super Mario RPG: Legend of the Seven Stars (SNES)
- 9 kwietnia – Metal Slug (Neo-Geo)
- 22 czerwca – Quake (DOS)
- 23 czerwca – Super Mario 64 (N64)
- 30 czerwca – Świrus (Win)[1]
- 5 lipca – NiGHTS into Dreams... (N64)
- 19 lipca – Star Ocean (SNES)
- 25 sierpnia – Tekken 2 (PS)
- 31 sierpnia – The Elder Scrolls II: Daggerfall (DOS)
- 3 września – Crash Bandicoot (PS)
- 27 września – Meridian 59 (Win)
- 31 października – Command & Conquer: Red Alert (DOS, Win)
- 31 października – Master of Orion II (DOS, Win, MAC)
- 31 października – Tomb Raider (SAT, DOS)
- 30 listopada – Diablo (Win)
- dokładna data wydania nieznana – Operacja: Glemp
- dokładna data wydania nieznana – Sea Legends
- dokładna data wydania nieznana – Star Trek: Klingon
- dokładna data wydania nieznana – Triplane Turmoil
- dokładna data wydania nieznana – Waku Waku 7